# Njemačko kolonijalno carstvo
Njemačko kolonijalno carstvo je bio skup prekomorskih kolonija koje je Njemačko carstvo zauzelo krajem 19. stoljeća. Carstvom je tada vladala dinastija Hohenzollern. Formiranje kolonija je započelo 1884. Njemačko kolonijalno carstvo je službeno nestalo potpisivanjem Versajskog mirovnog ugovora 10. siječnja 1919.

## Njemački zločini nad domorocima kolonija
Kamerun su zauzeli Nijemci, a Južnokamerunska kompanija hamburškog bankara Scharlacha dobila je 1898. godine gotovo dvadeset milijuna jutara na kojima je mogla skupljati gumu zauvijek oslobođena svih davanja. Godinu dana potom Sjeverozapadna kamerunska kompanija dobila je čak petinu cijele kolonije. Drugi Luderitzov ugovor o koncesiji sklopljen je 1883. s namskim poglavicom po imenu Joseph Fredericks, a Nijemcima je omogućio kupiti 250 milja primorja sjeverno od ušća Oranjea, dajući za to 500 funti sterlinga i 60 britanskih pušaka. Prema odredbama ugovora, taj je obalni pojas trebao biti širok 20 milja. Nije čudno što su Name mislili kako su posrijedi engleske milje. Kako je sporazum bio na njemačkome, Nijemci su tvrdili kako je širina izražena u njemačkim miljama, a razlika nije mala: engleska milja je oko 1.4, a njemačka oko 7.4 kilometara. Name su odjednom shvatili kako su potpisom predali veći dio cijele svoje zemlje. Da ih je Luderitz namjerno prevario, razvidno je iz njegovih vlastitih sačuvanih zapisa.
Prvi ozbiljan sukob s domorocima izbio je 1893. kada su postrojbe pod zapovjedništvom von Francoisa ispalile oko 16 000 metaka na usnulo namsko selo, ubivši nekoliko muškaraca i prema službenim izvješćima barem 78 žena i djece. Od 1893. do 1903. gotovo svake godine nizale su se kaznene vojne ekspedicije. Očajni zbog stalne otimačine stoke, zemljišta i prava u korist njemačkih doseljenika, Herere su 1904. objavili otvoreni rat Nijemcima. Nekoliko mjeseci kasnije, ne u dogovoru s Hererama, isto čine i Name. Imperijalne pismohrane iscrpno izlažu što su sve narodi pretrpjeli zbog represije koja se pretvorila u sustavno i dugotrajno uništavanje domorodaca. General von Trotha piše: "Poznajem ova afrička plemena. Sva su ista: ne poštuju ništa osim sile. Provoditi silu brutalnim terorom i čak svirepošću (mit krassem Terrorismus und selbst mit Grausamkeit) bila je i ostaje moja politika. Ja istrjebljujem (vernichte) pobunjenička plemena potocima krvi i potocima novca. Jedino takva sjetva može dati neki nov, postojan plod". Opkolio je glavne hererske snage ostavljajući im samo jedan izlaz iz obruča, prema Kalahariju. Tamo u bezvodnoj pustinji Omaheke, računao je, ostavit će ih skapati. Herere su umirali, a one koji su se pokušavali približiti izvorima uz rub Omahekea njemački vojnici ubijali su iz pušaka. "Zatvaranje istočne granice kolonije i primjena terora nad svakim primijećenim Herereom potrajat će sve dok ja budem ovdje. Taj narod mora nestati (untergehen), ako ne od metaka, a onda ovako". "Ovako" je značilo smrt od žeđi u pustinji Omaheke. Oni koji nisu zašli u Omaheke nego su ostali unutar granica oblasti koju je Njemačka proglasila svojom kolonijom, također su stradali u von Trothinu teroru. Svirepo su stjerani na gomilu i odreda strijeljani; jednako muškarci, žene i djeca. Drugi su zatočeni u sabirne logore. Od oko 15 000 tako "koncentriranih" Herera, te oko 2 000 Nama, više od 45% umriješe do 1907. godine kad su ustanci prestali. Godine 1904. bilo je procijenjeno da je Herera ukupno oko 80 000, a Nama 20 000. Podaci pokazuju da je do 1911. preživjelo 15 130 Herera i 9 871 Nama: gotovo 75 000 ljudi umrlo je zbog imperijalnog prestiža. U srpnju 2016. godine Njemačka je odlučila poslati službenu ispriku Namibiji zbog genocida.
U južnoj Tanganjiki se od 1903. do 1905. godine rasplamsala pobuna "Madži-Madži", koju su protiv Nijemaca podigli Angoni, ogranak naroda Zulu. Nijemci su palili usjeve, izgladnjivali sela i uništavali cijele krajeve. Pomrlo je tada više od 120 000 Afrikanaca.

## Popis njemačkih kolonija
- Togoland (danas: Togo i dio Gane)
- Njemački Kamerun (Kamerun i dio Nigerije)
- Njemačka Jugozapadna Afrika (Namibija)
- Njemačka Istočna Afrika (Tanganjika, Ruanda i Burundi)
- Njemačka Nova Gvineja (sjeverni dio Papua Nove Gvineje i države Mikronezije)
- Njemačka Samoa (Samoa)
- Njemački Kiautschou (Qingdao u Kini)